# 常光寺 (品川区)
常光寺（じょうこうじ）は、東京都品川区にある浄土宗の寺院。

## 概要
1615年（元和元年）、信蓮社大誉古碧秀応（～1671）によって開山された。元々は豊島郡新銭座（現・東京都港区東新橋・浜松町）に位置し元照山清凉院海徳寺としていたが、1656年（明暦２）に荏原郡下高輪村（高輪北町・現・港区高輪）に移転し、元照山晴冷院常光寺と寺号を改めた。1910年（明治43年）に現在地にあった「正福寺」と合併して移転、正福山常光寺となった。
正福寺は、1619年（元和５年）に豊島郡芝金杉に円蓮社真誉重阿論堂（～1650）によって開山された寺で、知足山少欲院正福寺といった。その後、1636年（寛永13）に麻布に移転、1669年（寛文9）に荏原郡上大崎村内増上寺下屋敷（現在地）に移った。1856年（安政3年）の嵐で建物が倒壊した後、再建ができず、周辺の浄土宗寺院（清岸寺・本願寺・戒法寺）が管理する状態が続いていた。
墓地には、慶應義塾の創設者福沢諭吉（1835～1901）の墓があったが、1977年（昭和52）に港区の善福寺に改葬された。

## 交通アクセス
- 白金台駅より徒歩9分。

## 関連文献
- 「上大崎村 正福寺」『新編武蔵風土記稿』 巻ノ53荏原郡ノ15、内務省地理局、1884年6月。NDLJP:763982/69。